# Coisa em si
Em filosofia, são, coisas em si, as coisas que existem mas não podem ser experimentadas pelos seres humanos, pois não podem ser intuídas. A expressão é de origem kantiana. Em princípio, a coisa em si é algo que existe por si próprio, independentemente de o sujeito perceber sua existência, tornando-o um objeto. Em Kant, o termo númeno é usado para falar da coisa em si, isto é, da coisa em sua existência pura independentemente de qualquer representação.